# Skeet Ulrich
Skeet Ulrich, właśc. Bryan Ray Trout (ur. 20 stycznia 1970 w Lynchburg) – amerykański aktor.

## Życiorys

### Wczesne lata
Urodził się w Lynchburg, w stanie Wirginia jako syn Carolyn Elaine Wax (z domu Rudd), właścicielki agencji marketingu wydarzeń specjalnych Sports Management Group, i restauratora. Jego rodzina była pochodzenia niemieckiego, angielskiego, szkockiego, irlandzkiego i francuskiego. Trzy lata po jego narodzinach, rodzice rozwiedli się. Dorastał w Concord, w stanie Karolina Północna, wychowywany przez ojca, który wielokrotnie się żenił. Jest bratankiem Ricky’ego Rudda, znanego kierowcy formuły NASCAR. Jego pseudonim wywodzi się z czasów młodości. Swoje przezwisko „Skeeter” otrzymał od trenera Małej Ligi Baseballu. Był bowiem małego wzrostu i chudy jak komar (ang. Mosquito), miał słabe zdrowie, chorował na zapalenie płuc, dzieciaki wołały więc na niego „Chester” lub „Moskeet”. Natomiast Ulrich to nazwisko panieńskie jego prababci. W 1980 roku, gdy miał 10 lat przeszedł operację na otwartym sercu, po której pozostała mu długa blizna na klatce piersiowej. Uczęszczał do szkoły średniej w Kannapolis, w stanie Karolina Północna. Jako nastolatek krótko pracował w zespole swojego ojczyma Donalda Keitha Ulricha – kierowcy formuły NASCAR Winston Cup. Po ukończeniu studiów biologii morskiej na University of North Carolina w Wilmington, uczęszczał na uniwersytet w Nowym Jorku. Pierwsze kroki aktorskie stawiał w Atlantic Theatre Company pod kierunkiem Davida Mameta, występował m.in. w spektaklu Reckless i Hedda Gabler Ibsena.

### Kariera
Kiedy debiutował w teatrze na off-Broadwayu, pomyślał, że jako Skeet Ulrich szybciej zapadnie w pamięć. Po raz pierwszy znalazł się na kinowym ekranie w filmach: Weekend u Berniego (Weekend at Bernie’s, 1989) i Wojownicze Żółwie Ninja (Teenage Mutant Ninja Turtles, 1990) w roli zbira. Pojawił się w programie telewizyjnym ABC. Wypadł dość interesująco jako gburowaty Bud Valentine u boku Winony Ryder w melodramacie Chłopcy (Boys, 1996). Za rolę demonicznego chłopaka głównej bohaterki (Neve Campbell) w slasherze Wesa Cravena Krzyk (Scream, 1996) był nominowany do nagrody Saturna. Postać ta trafiła na miejsce dziesiąte rankingu magazynu „Total Film” na najbardziej przerażającego filmowego seryjnego mordercę.
W komedii Lepiej być nie może (As Good as It Gets, 1997) był „chłopakiem na godziny” do zrobienia striptizu na przyjęcia, który otrzymuje propozycję pozowanie do obrazu. Zagrał główną rolę Juvenala ze stygmatami, którego dotyk uzdrawia ludzkie ciała i dusze w melodramacie komediowym Dotyk (Touch, 1997). W sensacyjnym thrillerze Stopień ryzyka (Chill Factor, 1999) odtwarzał postać kucharza uciekającego przed byłym wojskowym. Zachwycał swym sprytem jako komputerowy hacker w thrillerze Obława (Takedown, 2000).
Na srebrnym ekranie zabłysnął w dwóch serialach: ABC Cuda (Miracles, 2003) w roli Paula Callana i CBS Jericho (2006) jako Jake Green.

## Życie prywatne
W latach 1997–2005 był mężem Georginy Cates, z którą ma bliźnięta: syna Jakoba Dylana i córkę Naiię Rose (ur. 9 marca 2001).

## Filmografia
Filmy
| Rok  | Tytuł                                                  | Rola                               | Reżyser                              |
| ---- | ------------------------------------------------------ | ---------------------------------- | ------------------------------------ |
| 1989 | Weekend u Berniego (Weekend at Bernie’s)               | Extra                              | Ted Kotcheff                         |
| 1990 | Wojownicze Żółwie Ninja (Teenage Mutant Ninja Turtles) | Zbir                               | Steve Barron                         |
| 1996 | Biały aligator (Albino Alligator)                      | Danny Boudreaux                    | Kevin Spacey                         |
| 1996 | Chłopcy (Boys)                                         | Bud Valentine                      | Stacy Cochran                        |
| 1996 | Szkoła czarownic (The Craft)                           | Chris Hooker                       | Andrew Fleming                       |
| 1996 | Cena nadziei (Last Dance)                              | Billy                              | Bruce Beresford                      |
| 1996 | Krzyk (Scream)                                         | Billy Loomis                       | Wes Craven                           |
| 1997 | Dotyk (Touch)                                          | Juvenal / Charlie Lawson           | Paul Schrader                        |
| 1997 | Lepiej być nie może (As Good as It Gets)               | Vincent                            | James L. Brooks                      |
| 1998 | Dziewczyna żołnierza (A Soldier's Sweetheart)          | Mark Fossie                        | Thomas Michael Donnelly              |
| 1998 | Bracia Newton (The Newton Boys)                        | Joe Newton                         | Richard Linklater                    |
| 1999 | Stopień ryzyka (Chill Factor)                          | Tim Mason                          | Hugh Johnson                         |
| 1999 | Przejażdżka z diabłem (Ride with the Devil)            | Jack Bull Chiles                   | Ang Lee                              |
| 2000 | Obława (Takedown)                                      | Kevin Mitnick                      | Joe Chappelle                        |
| 2001 | Kevin, władca Północy (Kevin of the North)             | Kevin Manley                       | Bob Spiers                           |
| 2001 | Niczyje dziecko (Nobody’s Baby)                        | Billy Raedeen                      | David Seltzer                        |
| 2001 | Zabójca dusz (Soul Assassin)                           | Kevin                              | Laurence Malkin                      |
| 2005 | Magia zwyczajnych dni (The Magic of Ordinary Days, TV) | Ray Singleton                      | Brent Shields                        |
| 2009 | Opancerzony (Armored, TV)                              | Dobbs                              | Nimród Antal                         |
| 2009 | For Sale by Owner                                      | Junior                             | Robert J. Wilson                     |
| 2014 | 50 do 1 (50 to 1)                                      | Chip Woolley                       | Jim Wilson                           |
| 2014 | The Girl on the Roof (film krótkometrażowy)            | –                                  | Skeet Ulrich                         |
| 2014 | Babylon Fields (TV)                                    | Fr. Harries / Brat bliźniak Junkie | Michael Cuesta                       |
| 2015 | Lost in Austin                                         | Billy                              | Will Raée                            |
| 2018 | Escape Room                                            | Brice                              | Peter Dukes                          |
| 2022 | Krzyk (Scream 5)                                       | Billy Loomis                       | Matt Bettinelli-Olpin, Tyler Gillett |

Seriale TV
| Rok       | serial                               | Rola                 |
| --------- | ------------------------------------ | -------------------- |
| 2003      | Cuda (Miracles)                      | Paul Callan          |
| 2005      | Into the West                        | Jethro Wheeler       |
| 2006–2008 | Jerycho                              | Jake Green           |
| 2007      | Robot Chicken                        | dubbing              |
| 2009      | CSI: Kryminalne zagadki Nowego Jorku | Hollis Eckhart       |
| 2009      | Robot Chicken                        | dubbing              |
| 2010      | Prawo i porządek: sekcja specjalna   | detektyw Rex Winters |
| 2010–2011 | Prawo i porządek: Los Angeles        | detektyw Rex Winters |
| 2011      | Robot Chicken                        | Duke (głos)          |
| 2016      | Riverdale                            | FP Jones             |